# Генрих I (граф Цютфена)
Генрих (Хендрик) (нем. Heinrich I. von Zutphen; 1080 — 1122) — последний мужской представитель	рода графов Цютфена.
Сын Оттона II Богатого, графа фон Цютфен (ум. 1113) и его жены Юдит (в генеалогических исследованиях — Юдит д’Арнштейн).
С 1105 г. соправитель отца.
Был женат на Матильде фон Байхлинген, дочери графа Куно фон Байхлингена и Кунигунды Веймарской. После смерти тестя смог получить его фризские сеньории Остерго и Вестерго, уступив королю имперский лен Альцей (Alzey) (хартия от 28 декабря 1107 года).
Последний раз прижизненно упоминается в 1118 году, дата смерти не выяснена. Его младшие братья Дирк и Герхард умерли ещё раньше, и графство Цютфен унаследовала их сестра Эрмгарда (Эрменгарда), жена гелдернского графа Герхарда II (ум. 1128/1132). Их сын Генрих (ум. 1182) стал после смерти родителей графом Гелдерна и Цютфена.
Владения Хендрика Цюпфенского в северной части епископства Оснабрюк получили Герман фон Кальвелаге-Равенсберг (муж Юдит фон Цютфен) и, на неизвестных основаниях, Эгберт фон Саарбрюккен-Текленбург.